# أغنية البطولة

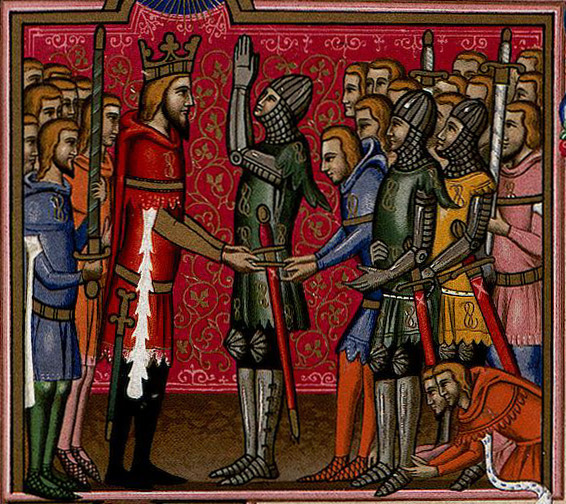
رولاند يستلم السيف من يد الملك شارلمان، فرنسا، العصور الوسطى

أنشودة البطولة أو القصيدة الملحمية أو ملحمة البطولة (الإسبانية: Cantar de gesta) هو الاسم الذي يطلق على الملحمة المكتوبة في العصور الوسطى أو على النوع الأدبي الطويل الذي يتعلق بسرد مناقب ومآثر شخصية بطولية تجسد فضائل نموذجية يقتدي بها المجتمع. وكان يلقيها الحكواتية المتجولون أمام الناس في القرى والمدن وقد يصاحبها موسيقى أو ألعاب بهلوانية.

## الحكواتية المتجولون
نقل الحكواتية المتجولون أناشيد البطولة في القرن الحادي عشر والقرن الثاني عشر وذلك بسبب أمية المجتمع في تلك الحقبة. وبالرغم من أن طول أناشيد البطولة كان يتراوح ما بين 2.000 و20.000 بيت شعري، لكن بالحد المتوسط لم يكن يتجاوز 4.000 بيت شعري. هذا الكم من الأبيات الشعرية الذي ينشده الحكواتي للعامة يفرض عليه تجزأته لأكثر من مشهد شعري. ويبدو أن مقاطع شعرية يتراوح طولها ما بين 20-90 بيت شعري كانت تنشد لتلخص ما تم إنشاده مسبقا، وقد يكون الهدف من ذلك هو إنعاش ذاكرة الجمهور أو تعريف المستمعين الجدد بما فاتهم من النشيد.
تقسم أناشيد البطولة إلى مجموعة متنوعة من الأبيات، وفقا للقافية التي تشترك فيها هذه الأبيات، ووفقا لوحدة المعنى، وغالبا ما يذكر في المقطع السابق.
ويرجع الفضل إلى أعمال النسخ على المخطوطات التي احتوت هذه الملاحم وإلا لكانت قد ضاعت جميعها. خاصةً أن هذه المخطوطات كانت قد نسخت في وقت متأخر عن زمن نظم الأناشيد.
تعددت أناشيد البطولة بشكل خاص في فرنسا، ويرجح أن رجال دين متعلمين هم من ألّف غالبها. حفظت الكثير من مخطوطات أناشيد البطولة الفرنسية، ومن أكثرها شهرة نشيد رولاند، ورولاند هو البطل الرئيسي في الأنشودة ويسمى Roland بالفرنسية وRolán بالإسبانية وOrlando بالإيطالية. يروي هذا النشيد بأسلوب غامض معركة ممر رونسفال والهزيمة النكراء التي ألحقها ملك سرقسطة العربي مارسيليو بجيش الملك الفرنسي شارلمان. وكان مارسيليو قد تحالف مع جانيلون، زوج شقيقة شارلمان وعرّاب رولاند، وهو من خان شارلمان في المعركة بتحالفه مع العرب. في هذه المعركة يموت البطل الرئيسي رولاند وتابعه، البطل الثاني، أوليفيرس بسبب ثقتهم الزائدة بقواهم الخاصة في صد العدوان. ويشغل انتقام الإمبراطور شارلمان من الأسقف توربين والفرسان الاثني عشر، وهم أقارب الملك، النهاية المروعة للقصة.
ظهر بعد نشيد رولاند العديد من أناشيد البطولة، مثل: نشيد السكانوس وقافلة نيمس وتتويج لويس الأول. وكانت ذروة ازدهار هذا النوع الأدبي في القرن الثاني عشر.
كتبت أناشيد البطولة الفرنسية على شكل تفعيلات شعرية من عشرة مقاطع، وفي مرحلة متأخرة، كتبت بالتفعيلة الإسكندرية التي تنتهي بحرف علة (في مراحلها المبكرة)، ولاحقا بالتفعيلة الإسكندرية التي تنتهي بحرف ساكن وكانت تجمع في فقرات بأطوال مختلفة. أول ما ظهرت في أواخر القرن الحادي عشر وأنشدت بين عامي 1050 و1150. وألفت آخر أناشيد البطولة في سياق القرن الخامس عشر. وغالبا ما تكون مجهولة المؤلف، وذلك لأنها خصصت لتغنى بمصاحبة الموسيقى أمام جمهور كبير ومتنوع، سواءً من العامة أو من طبقة النبلاء.
تروي أناشيد البطولة الفرنسية في مخطوطاتها المحفوظه، وهي حوالي 90 مخطوطة، بين ما يتراوح من ألف إلى عشرين ألف بيت شعري بقافية ساكنة أحياناً وبقافية معتلة أحياناً أخرى. وكما هو الطابع الأساسي للأدب الشفهي، فإن إعادة حرف العلة الأخير المشدد كافي لإبقاء النشيد عالقا في الذاكرة السمعية. وكما أسلف سابقا، استخدموا مقاطع شعرية (ملخصات لما تم غناؤه) وتراكيب متكررة (مثل الصفات التي تضاف إلى أسماء الأعلام بعد كل شخصية لتميزها: شارلمان صاحب اللحية المنمّقة) وبهذا يتاح الوقت الكافي للحكواتي لتذكر ما يجب عليه روايته. وكان إنشاد هذه القصائد الملحمية يستغرق أياما متتالية.
وكما أشير سابقا، كتبت هذه النسخ في وقت متأخر على زمن تأليف الأناشيد نفسها، وفي كثير من الحالات كتبت بلغة الأنجلونورماند، وبالرغم من ذلك لا يمكن أن نحسم أن هذه النسخ كتبت أصلاً بتلك اللغة. في الواقع، لم تكتب هذه النسخ بعناية (على عكس النسخ التي كتبت من قبل نُسّأخ الأديرة)، على عكس النسخ اللاحقة (ومن المحتمل أيضا أن من كتبها هم رجال الدين) ابتداء من القرن الثالث عشر والرابع عشر والخامس عشر، وتحافظ هذه النسخ على تماسك إملائي وتظهر عناية النسّأخ بها، وهذا يدفعنا للاعتقاد بأن النسخ الأولى كانت من نظم الحكواتية أنفسهم. وعلاوة على ذلك، اختلاف النسخ للنشيد الواحد يظهر أن بعض الجوانب والأجزاء صدرت في أكثر من نسخة، بالإضافة إلى أن بعض الأحداث تختلف أو يتغير سياق القصة فيها.
ويعد العمل الحربي هو المضمون البطولي بامتياز؛ حيث يسرد النزاع بمراحله المختلفة بشكل ثابت تقريبا، فيروي المواجهة بين الجموع المسيحية الضعيفة والجموع الوثنية، وحروب السيوف والرماح، وسرد المناقب والمآثر... الخ. لذلك نجد وفرة في توظيف الوصف وتعدد الأسلوب كالاستخدام الثابت للزمن المضارع، والتناوب بين السرد والحوار، والتأكيد وغيره.
كتبت أناشيد البطولة الفرنسية بلغة الوي الفرنسية القديمة التي تتغنى ببسالة الفرسان، مثل أبطال من زمن شارل مارتل وشارلمان، واستبسالهم في معاركهم ضد العرب والمسلمين، وأضيف لاحقا إلى هذه المعتقدات الشعبية التاريخية عدد لا بأس بها من العناصر الخيالية مثل العمالقة والسحر والوحوش، وقد لعبت دور العدو إلى جانب الساراكينوس (العرب والمسلمين). ويبدو جلياً إسقاط المشاهد العسكرية لصالح هذه العناصر الخيالية.
تحولت الموضوعات الرئيسية لأناشيد البطولة إلى ما يعرف بـ «أساطير العصور الوسطى الفرنسية» وتتعارض مع ما يطلق عليه «أساطير العصور الوسطى البريتانية» التي تتمحور حول تاريخ الملك آرثر وفرسان الطاولة المستديرة، وتتعارض أيضا مع «الأساطير الرومية القديمة» التي تمزج الأساطير الإغريقية مع السرد الروائي للإسكندر الأكبر ويوليوس قيصر وشخصيات أخرى فروسية من العصور اللاتينية القديمة. وعندما تمت تنقية العادات في القرون الوسطى غدت هذه أكثر رقة، فأصبح من المفضل أن تكون أناشيد البطولة مستوحاة من طبيعية علاقة الفارس بمحبوبته.
احتلت حياة النظام الإقطاعي الوسط الاجتماعي الذي تدور فيه أحداث أناشيد البطولة الملحمية هذه. والبطل فيها هو فارس ذو قدرات خارقة للعادة قادر على تحمل المعاناة النفسية والجسدية المتوقعة. ويضرب بولائه لسيده المثل، ويتم انتقاؤه حسب كفاءته لينقذ مجتمع أصبح وجوده على المحك. ويستمد البطل بالعون الإلهي دائماً؛ ويعتبر الموت هو اللحظة الأشد إثارة في الرواية وتعرض درسا يستمد مضمونه من السيطرة الدينية والموت في سبيل الإله وعلى سيطرة النظام الإقطاعي على فكر العصور الوسطى. وكان هذا المضمون دعوة للجمهور لاستحضار المشاعر والعواطف الدينية والجماعية. وأما بالنسبة للشخصيات الأخرى فهي تمتلك أدواراً محددة في الرواية بهدف إبراز الهدف البطولي وفضائل البطل الرئيسي، ومن هذه الشخصيات: المقربين والخائنين والأعداء والمساعدين وغيرهم.
عدد أناشيد البطولة الفرنسية أقل من مائة؛ وفي القرنين الثالث عشر والرابع عشر قسّمها منشدو البلاط الملكي إلى ثلاث سلاسل كبيرة تسمى حلقات. كل حلقة تضم بعض القصائد الملحمية البطولية وتدور حول البطل نفسه وأفراد عائلته. وتقسم إلى:
- حلقة الملك شارلمان، وأيضا تسمى حلقة بيبان القصير أو حلقة الملك. وتروي المآثر الحربية والحملات العسكرية لشارلمان. وتدور أحداثها بشكل رئيسي في ساكسونيا وآكيتين وإسبانيا وإيطاليا. ويظهر بجانب الملك ابن أخيه رولاند والفرسان الإثني عشر من فرنسا وتثربين ومطران ريمس. وتعرض الحلقة أيضا طفولة شارلمان وطريقه الاستيلاء على العرش ومراحل توطيد سلطته ومرحلة شيخوخته. تتألف هذه الحلقة من اثني عشرة نشيد بطولي، أشهرها: نشيد رولاند (القرن التاسع)، حج شارلمان (القرن الثاني عشر)، هوون دي بوردو (القرن الثاني عشر)، بيرتا صاحبة الأقدام الكبيرة (القرن الثالث عشر) وأنشودة أسبريمونت، أوتينيل (القرن الثالث عشر).
- حلقة غارين من مونجلان، الشخصية الرئيسية فيها هي ويليام الصامت، وهو محارب يشترك في حصار برشلونة بالتحالف مع لويس الأول. في هذه الحلقة، الإطار الزمني يتحول إلى عهد لويس الأول، نجل شارلمان، حيث تدور الأحداث حول تتويج لويس الأول (حوالي عام 1337)، ونشيد السكانوس (القرن الثاني عشر)، وجيرار دي منيين (القرن الثالث عشر)، وايميري دي ناربون (القرن الثالث عشر)، ومونياغ دي غيوم.
- حلقة دوون دي ماينس وتدعى أيضا بحلقة البارونات المتمردين، وتدور حول جيرار دي روسيلون (القرن الثاني عشر)، ورائول دي كامبراي (القرن الثاني عشر)، ورينو دي مونتيبان (القرن الثاني عشر).
- وعادة تضاف إلى هذه الحلقات، حلقة الحروب الصليبية، وفيها تروى أغنية أنطاكية وأغنية القدس وأغنية المستضعفين.

## ألمانيا
اشتهر أيضاً بألمانيا ما يسمى بأناشيد النبيلونج.

## روسيا
وفي روسيا عُرفت الأعمال مجهولة المؤلف بأنشودة حملات الأمير إيجور، المكتوبة باللغة السلافية القديمة وتعود للقرن الثاني عشر.

## إسبانيا
لم يستمر رواية الملحمة الفرنسية أو الملحمة الألمانية بأسلوب شفوي، ولم تمتلك ما عرفت به الملاحم الإسبانية آنذاك من حيوية في العصور الوسطى. وما زالت أجزاءٌ من أناشيد البطولة الإسبانية تروى للآن في بعض مناطق إسبانيا وأميركا اللاتينية، وتنتقل شفوياً من الآباء إلى الأبناء، وهو ما يسمى بقصائد الرومانس القديمة. وعدت هذه الأناشيد مصدر إلهام للمسرح الكلاسيكي في العصر الذهبي.
ومن خلال تدوينها، وصلت لنا محفوظة نشيد السيد وشباب رودريجو المبكر وبعض أجزاء من نشيد رونسيسفال. وقد أعاد علماء اللغة بناء أجزاء من الملحمة القشتالية المفقودة من خلال مقاطع صيغت بأسلوب واهن ووجِدت في سجلات خدمت هؤلاء الباحثين كمصدر للمعلومات التاريخية.

### أناشيد البطولة المحفوظة
- نشيد السيد: وتَروي الانتصار الحقيقي للطبقة الاستقراطية المبنية على أساس الجدارة والجهد والتفاؤل في مقابل أرستقراطية الدم المتمثلة في أمراء كاريون. وفي النشيد تروى انتصارات السيد لاستعادة ثقة الملك ألفونسو السادس الذي نفاه من قشتالة.
- شباب رودريجو المبكر: هي آخر أنشودة بطولة ألُفت نحو عام 1360 وجُمِعَت في وقت متأخر، وأستمدت مضمونها من نشيد بطولة سابق عن رودريجو يعود تاريخه للنصف الثاني من القرن الثالث عشر، وتروي مشاهد من فترة شباب رودريجو الباكرة.
- فقرات من مائة بيت شعري لنشيد رونسيسفال مكتوبة بالقشتالية وفيها ملامح من قصائد الرومانس من مقاطعتي نافارا وأراغون، وتعود لبدايات القرن الثالث عشر، وهي الشاهد الملحمي الإسباني الوحيدة الذي يشبه الأساطير الشارلامانية في العصور الوسطى التي أعطت مكانة لنشيد رونالد في شمال من فرنسا، وتعكس هذه الفقرات حُزن شارلمان على فقدانه لابن أخيه رولاند.

### أناشيد البطولة المفترضة
- نشيد الأمراء السبعة من لارا: تروي انتقاماً طويل الأمد بين عائلات متناحرة. وصلت إلينا القصة من خلال نصوص تاريخية نثرية.
- نشيد برناردو ديل كاربيو: قصيدة مفقودة تروي قصة مأساوية عن ابن غير شرعي من أصول نبيلة أراد تحرير والده، الكونت دي سالدانيا، الذي سجن لأن والده أنجبه من أميرة. يظلمه الملك ألفونسو الثاني ملك أستورياس خلال بذله جهوداً لإعادة الاعتبار لشرف العائلة. تم استنتاج القصة من خلال السجلات التاريخية.
- نشيد فرنان جونزاليز: نشيد مفقود، كان بمثابة نسخة مُعدلة لقصيدة فرنان جونزاليز وكتبت في تفعيلة الكواديرنا فيا.
- نشيد سانشو الثاني وحصار زامورا:- من المُحتمل أنها أُلفت بعد عدة سنوات من حصار ملك كاستيا سانشو الثاني لمدينة زامورا. وقد حفظت نثرياً في «تاريخ إسبانيا» (إستوريا دي إسبانيا). حيث تروي قصة وفاة سانشو على يدي فييدو دولفوس من أجل فك حصار زامورا والمبارزة بين أبناء كل من أرياس جونزالو ودييغو أوردونييز.
- نشيد حملة ويسكا: نشيد يدور حول مملكة أراغون، أعيد بناؤها من القصة النثرية نفسها المروية في سجلات القديس يوحنا دي لا بينيا. وتروي أحداث قطع رأس نبلاء أراغون بعد العصيان الذي أعلنوه ضد الملك راميرو الثاني دي أراغون، وتتطابق مع قصة نشيد حملة ويسكا. وحسب مانويل ألفار، يعود النشيد لمنتصف القرن الثاني عشر.

وجهت عناية أقل لنشيد ماينيته، ونجد لها إشارة في كتاب الغزو الأعظم لما وراء البحار، وفي غيرها.

### خصائص أناشيد البطولة الإسبانية
- أبياتها غير منتظمة وتتكون معظمها من 14-16 مقطع. تنقسم إلى شطرين مع قافية تنتهي بحرف علة. على عكس الأبيات المنتظمة الفرنسية التي تنتهي قافيتها بحرف ساكن.
- سيطرة الجوانب الواقعية والتاريخية، على عكس أناشيد البطولة الفرنسية التي يغلب عليها الجانب الأسطوري أكثر من الجانب التاريخي.
- استخدامها لتعابير تشد انتباه الجمهور.
- استخدام أفعال وفيرة ليعطى الحدث سيطرة على المضمون.
- تجنب الصيغ التي تقدم حواراً مباشراً من أجل تبسيط السرد.
- استخدام وصف موجز يتميز بالمرونة.
- استخدام التعابير الوصفية للشخصيات لإعطاء الراوي الوقت الكافي لتذكر الأبيات.
- إضافة حرف "e" في نهاية المقطع الشعري بغرض إضفاء طابع قديم على اللغة، حيث أزيل هذا الحرف من نهايات كثير من الكلمات القشتالية مع الوقت، مثل felice فأصبحت feliz.

عُرفت آخر أشكال أناشيد البطولة الإسبانية في القرن الرابع عشر، ففقدت واقعيتها ومضمونها القديم وأخذت تميل لتقديم مضمون خرافي، ومن أشهر هذه الأناشيد التي حصل عليها هذا التغيير شباب رودريجو.

## إنجلترا
في إنجلترا سُلط الضوء على نشيد البطولة الأنجلوسكسوني، وكان من أبرز أعمالها بيولف التي اعتبرت في موطنها ملحمة بالمستوى نفسه الذي حققته الإلياذة ونشيد النيبلونج في ألمانيا ونشيد رولاند في فرنسا أو نشيد السيد في إسبانيا.
يوجد قصائد ملحمية أخرى من بينها معركة فينسبورث ووالدر. وانتقل الشعر البطولي الأنجلوسكوني شفوياً من جيل إلى جيلً، وكانت تركز على غرس تعاليم الديانة المسيحية، فكان يدخل الرّواة قصصاً ورموزاً دينية مسيحية في القصص البطولية القديمة.
لم يعرف أي نشيد بطولة آخر بعد الغزو النورماندي. وكان يُفتقر لوجود تلك الشخصية التي تجمع بين العديد من الأساطير والتقاليد التاريخية المختلفة في قصائد متماسكة ومطوّلة، ربما لأن هذه المعتقدات ظهرت في مرحلة متأخرة مثل مرحلة عصر النهضة مثل روبن هود التي لم تجمع في قصة واحدة أو مثل المعتقدات السويسرية عن شخصية غييرمو تيل.